# Meritxell Cucurella-Jorba
Meritxell Cucurella-Jorba (Els Hostalets de Pierola, Anoia, 26 de setembre de 1973), que també signa amb el nom d'«el dígraf del desitx» («tx»), és una poeta, dramaturga, traductora i activista cultural catalana.
Nascuda a la Catalunya central i crescuda a la ciutat de Barcelona, viu des de fa anys al Ponent català. Té un alter ego, la Santíssima Marededéu del Barranc Roig.
Fundadora de les vetallades poètiques i culturals de l’(H)original (2000) i directora artística de festivals com Delicadeses (art de tros), (per)versos o PARNÀS (Poesia Apassionada Rimada-i-No Àcrata i Salvatge), actualment gestiona diverses factories creatives, com La nova fàbrica bella (dedicada a la gestió cultural), o La contaminació, SL.

## Trajectòria
L'any 2000 va guanyar el Premi Creació Jove de l'Ajuntament de Barcelona amb punxa'm i va representar la Ciutat Comtal a la Biennal de Joves Creadors d'Europa i la Mediterrània a Sarajevo el 2001. El 2008 va guanyar el Premi Pollença de Poesia amb Intemperància roig encès. El 2016 va guanyar el XII Premi Jordi Domènech de Traducció de Poesia amb Clínica de l'abandó, d'Alda Merini (dins la prestigiosa col·lecció "Els jardins de Samarcanda"). Ha traduït també La ciutat i la casa (2016), de Natalia Ginzburg. Ha seguit traduint més Merini: un llibre-dietari inclassificable: Deliri d'amor (2017). D'entre els seus darrers llibres publicats destaquen Cada volcà és abans muntanya (2013), gairebé introbable, i el darrer, Úrsula (2017).
Llicenciada en Filologia catalana per la Universitat de Barcelona i Màster d'escriptura per a cinema i televisió de la Universitat Autònoma de Barcelona, ha fet nombrosos cursos d'escriptura dramàtica a la Sala Beckett –quan encara s'anomenava Estudi General de Dramatúrgia, sota el mestratge de José Sanchis Sinisterra– i ha participat en diversos laboratoris teatrals a San Miniato (Itàlia) –organitzats a redós del Teatro di Pisa. Té un parell de peces de microteatre en volums col·lectius: L'italià (2003) i Insurrecció, o no (2005), i un text teatral publicat, Pare nostre que esteu en el cel (2003). Va col·laborar en la creació de la revista teatral Hamlet (Arola Editors).
L'any 2001 va idear i va posar en marxa, al Raval de Barcelona, el bar de poesia (H)original, els protagonistes del qual han estat objecte d'una exposició de Marta Huertas i Dídac Rocher, i un llibre, Generació (H)original (Labreu Edicions, 2017). Ha organitzat i organitza recitals de poesia i festivals d'art i paraula, com el cicle experimental «(per)versos» a la Nau Ivanow de Barcelona (2005) i, de 2008 a 2011, el cicle de poesia i música PARNÀS (Poesia Apassionada Rimada-i-No Àcrata i Salvatge) a Les Borges Blanques. Així mateix, Cucurella va crear el festival de poesia, acció i música al ras, de 2008 a 2016, «Delicadeses: art de tros», en diversos indrets de Les Garrigues.
Ha recitat arreu dels Països Catalans i a ciutats com Berlín, Porto, Lisboa, Liorna, Roma, Madrid i Luxemburg (Le Printemps des Poètes 2008), i el 2011 a Lviv (VI Festival Internacional de Literatura de Lviv), Khàrkiv, Dniprò, Odessa i Ternópil (gira per Ucraïna), entre d'altres, i la seva obra ha estat traduïda a diverses llengües: alemany, castellà, francès, italià i ucraïnès.
El 1998 va contribuir a la creació de l'espectacle poètic multilingüe (català, castellà i basc), «Remolins», seguit, juntament amb el músic Jordi Gimbernat, de l'espectacle «Punxa'm» (2000-2001). El 2012 va crear el grup musical Folls i Nocturns, amb el qual van editar el disc 207 (Khlämor Records), el seu lema era «recitem música i cantem poesia». El 2016 va participar en l'espectacle «Tot sembla tan senzill», en homenatge a la poeta Montserrat Abelló, amb la cantant Celeste Alías i els músics Santi Careta, David Mengual i Oriol Roca. Darrerament, amb les cantants Meritxell Gené i Heura Gaya, i la col·laboració especial del guitarrista Txabi Àbrego, duu a terme l'espectacle «AMOR. Arrels, branques i fulles», un passeig per la poesia catalana contemporània que s'ha pogut veure al Festival de Poesia de la Mediterrània, al Festival Poesia i +, al Festival de Poesia de Sant Cugat i al Seu Vella Festival, entre d'altres. Ha col·laborat amb alguns dels creadors musicals més sorprenens del panorama musical català, com el badaloní Xavi Lozano o el nord-català Pascal Comelade.
Amb l'obra La volumetria del neguit guanyà el Premi de poesia Màrius Torres 2020.

## Obra

### Poesia
- Nòmada de tu: un quadern.  Vic: Emboscall, 2003 (El taller de poesia;73). ISBN 978-84-96253-41-4.
- Nuar.  Vic: Emboscall, 2004 (El taller de poesia;104). ISBN 978-84-9625-363-6.
- Els amants de Sarajevo.  Tarragona: Arola, 2004 (Dàctil poesia;15). ISBN 978-84-9598-594-1., amb imatges de Tiziana Deodato.
- Desamar.  Tarragona: Arola, 2005. ISBN 978-84-96366-52-7.
- Intemperància roig encès.  Pollença: El Gall Editor, 2009 (Trucs i baldufes;27). ISBN 978-84-9257-404-9. (Premi Pollença de Poesia 2008)[19]
- Cada volcà és abans muntanya.  Granollers: Terrícola, 2013 (Desabafo;15). ISBN 978-84-940989-4-9.
- Úrsula.  Vilanova i la Geltrú: El Cep i la Nansa edicions, 2017 (Desabafo;15). ISBN 978-84-1700-010-3.
- La volumetria del neguit.  Lleida: Pagès Editors, 2021 (Biblioteca de la Suda;239). ISBN 978-84-1303-308-2. (XXV Premi de poesia Màrius Torres 2020)[18]
- Verticalitat i delinqüència. Juneda: Fonoll, 2021 (Poesia Joan Duch; 61). ISBN 978-84-123057-2-2[20]
- Rareses i cares B. Lleida: Universitat de Lleida, 2021. ISBN 978-84-9144-338-4
- Sempre encara. Barcelona: Godall, 2023. ISBN 9788412580860

Col·lectius:
- Nit de la poesia 2002 (Tarragona: Ajuntament de Tarragona/Arola Editors, 2004)
- Poetes a La Vaqueria, col·lecció “La gent del llamp” (Tarragona: Arola Editors, 2004)
- Bouesia 2006 (Tarragona: Arola Editors, 2006)
- Solstici d'estiu 11 (Búger, Mallorca: Fundació ACA - Àrea de Creació Artística, 2008)
- Eròtiques i despentinades. Un recorregut de cent anys per la poesia catalana amb veu de dona, a càrrec d'Encarna Sant-Celoni, amb il·lustracions de Maria Montes (Tarragona: Arola Editors, 2008). ISBN 9788492408047
- En francès: Poètes catalans, monogràfic de L'Arbre à paroles, núm. 149, tardor 2010, Amay/Ama, Bèlgica, selecció de Josep Maria Sala Valldaura i traducció de Nathalie Bittoun-Debruyne. ISBN 978-2874064944[21][22]

### Teatre
- L'italià. Vilafranca del Penedès: IEP, 2003 (Premi de Teatre de l'Institut d'Estudis Penedesencs)
- Pare nostre que esteu en el cel.  Tarragona: Arola, 2003 (Textos a part. Teatre contemporani/21). ISBN 978-84-9598-555-1., (seleccionada en el I Intercanvi Internacional d'Autores Dramàtiques).
  - Traduida a l'italià: "Padre nostro che sei nei cieli" dins La scrittura della differenza, vegeu a baix, sota "Col·lectius"
- Mentida. Tarragona: Arola Editors, 2020. ISBN 978-84-12107-31-9
- Mascançà. Tarragona: Arola Editors, 2022. ISBN 978-84-124597-8-4

Col·lectius:
- "Padre nostro che sei nei cieli" dins La scrittura della differenza, a cura d'Alina Narciso i Alessandra Riccio (Nàpols: Guida Editore, 2004)
- "Insurrecció, o no", dins Dramaticulària, 18 peces curtes / 18 textos breus per felicitar-nos, (Tarragona: Arola Editors, 2005

### Traduccions del castellà
- El setge de Leningrad, de José Sanchis Sinisterra. Tarragona: Arola Editors, 2008
- La Ville en Rose, de Carlos S. Sandonís, amb il·lustracions de Mikel Casal. Sant Feliu de Guíxols: Editorial Tramuntana, 2017
- Bec Xic, de Leire Bilbao. Sant Feliu de Guíxols: Editorial Tramuntana, 2019. ISBN 978-84-17303-51-8

### Traduccions de l'italià
- A de Srebrenica, de Giovanna Giovannozi, dins En cartell 2: Les filles de King Kong. A de srebrenica, Re&Ma 12, Barcelona, 2002
- Assassí, de Marco Palladini, Arola Editors, Tarragona, 2005 (per aquesta traducció, va rebre un ajut de la Institució de les Lletres Catalanes)[23]
- Clínica de l'abandó, d'Alda Merini, Eumo Editorial - Cafècentral Poesia, Vic, 2016, Premi Jordi Domènech de Traducció de Poesia 2016 (vegeu també el postfaci)
- La ciutat i la casa, de Natalia Ginzburg, Club Editor, Barcelona, 2017 (vegeu també el postfaci)
- Deliri d'amor, d'Alda Merini (amb un ampli estudi introductori i notes), El cep i la nansa edicions, Vilanova i la Geltrú, 2017
- Tot el teatre de Natalia Ginzburg (2 volums: I 1965-1967, i II 1968-1991; Prometeu Edicions, 2017-18)[24]
- Això no és un ànec, de Fulvia Degl’Innocenti. Sant Feliu de Guíxols: Editorial Tramuntana, 2018. ISBN 9788417303174
- Casa aliena, de Silvio D’Arzo. Barcelona: Viena Edicions, 2021. ISBN 978-84-17998-46-2
- L’home que ha decidit estimar, de Roberto Camurri. Barcelona: Rata, 2021. ISBN 978-84-16738-53-3
- Les meves idees estúpides, de Bernardo Zannoni. Barcelona: Club Editor, 2023. ISBN 9788473293914

### Traduccions de l'asturià
- Passà el temps desfent la memòria, de Xuan Bello i Ana Vanessa Gutiérrez. Fruit dels seminaris de traducció de Farrera del Pallars. Vic: Emboscall Editorial (en col·laboració amb la Institució de les Lletres Catalanes), 2006. ISBN 978-84-96716-20-9, ISBN 84-96716-20-1

### Llibres per a nens
- El peixet Federico (o la història de la pipa de l'Andreu), amb il·lustracions de Concetta Probanza, Arola Editors, Tarragona, 2015

## Premis i reconeixements
La poeta ha rebut diversos guardons i reconeixements, entre els quals:
- 2000: Premi Creació Jove de l’Ajuntament de Barcelona: per Punxa’m. Entitat convocant: Ajuntament de Barcelona.
- 2008: Premi Pollença de Poesia: per Intemperància roig encès. Entitat convocant: Ajuntament de Pollença (Mallorca).
- 2011: Primer Premi a la Creativitat en Arts Escèniques: pel festival «Delicadeses, art de tros». Entitat convocant: Federació d'Ateneus de Catalunya.[27]
- 2015: «Delicadeses, art de tros», projecte seleccionat a CultSurfing.cat. Entitat convocant: ICUB, Ajuntament de Barcelona.[28]
- 2016: Premi Jordi Domènech de Traducció de Poesia: per la traducció de Clínica de l’abandó, d’Alda Merini. Entitat convocant: Cafè Central Poesia amb el suport de la Fundació Banc Sabadell.
- 2020: Premi de poesia Màrius Torres: per La volumetria del neguit. Entitat convocant: Ajuntament de Lleida (Paeria) i Institut d'Estudis Ilerdencs (Diputació de Lleida).